# Pelourinho de Monsul
O Pelourinho de Monsul, também referido como Pelourinho de Pousadela, foi um antigo pelourinho localizado na freguesia de Monsul, no município de Póvoa de Lanhoso, distrito de Braga, em Portugal, de que restam fragmentos dispersos.
Encontra-se classificado como Imóvel de Interesse Público desde 1977.
Do Pelourinho de Monsul, desmantelado no presente, restam apenas alguns fragmentos. A coluna estará a sustentar a varanda de uma casa particular, e a pedra de armas encontra-se na sede da Junta de Freguesia, tendo anteriormente servido de base a um cruzeiro da Via Sacra, com os símbolos herádicos invertidos.